# Essigsäurenerylester
Nerylacetat ist eine natürlich vorkommende chemische Verbindung. Der Ester des Nerols mit der Summenformel C12H20O2 und dem IUPAC-Namen cis-3,7-Dimethyl-2,6-octadien-1-ylacetat ist das cis-Isomer des Geranylacetat. Nerylacetat ist eine farblose bis blassgelbe Flüssigkeit.

## Vorkommen

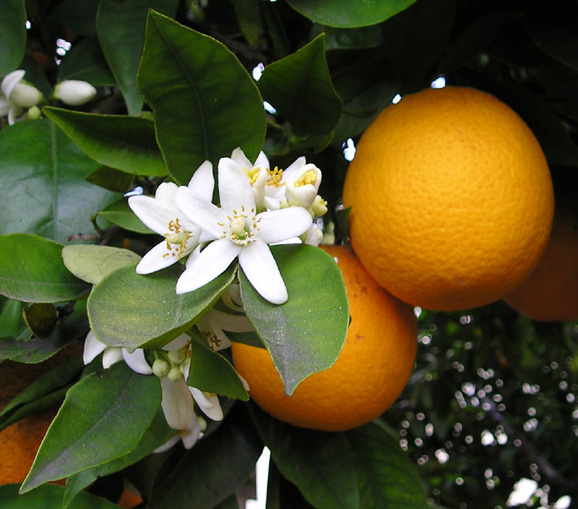
Orangenblüte und Orange

Nerylacetat kommt in Helichrysum und Orangenöl vor und gibt letzterem  zusammen mit Octylacetat und anderen Verbindungen sein Aroma. Nerylacetat besitzt einen süßen, blumigen, an Orangen und Rosen erinnernden Geruch.

## Verwendung
Der Ester wird als blumige Geruchskomponente in Parfums eingesetzt.